# 上乌劳尔
上乌劳尔（西班牙語：Urraúl Alto）是西班牙纳瓦拉的一个市镇。总面积141平方公里，总人口167人（2001年），人口密度1人/平方公里。